# COVID-19-Pandemie in Malaysia
Die COVID-19-Pandemie in Malaysia tritt als regionales Teilgeschehen des weltweiten Ausbruchs der Atemwegserkrankung COVID-19 auf und beruht auf Infektionen mit dem Ende 2019 neu aufgetretenen Virus SARS-CoV-2 aus der Familie der Coronaviren. Die COVID-19-Pandemie breitet sich seit Dezember 2019 von China ausgehend aus. Ab dem 11. März 2020 stufte die Weltgesundheitsorganisation (WHO) das Ausbruchsgeschehen des neuartigen Coronavirus als Pandemie ein.
Die Bewegungskontrollanordnung wurde in den im Juni 2021 eingeführten National Recovery Plan (malaiisch: Pelan Pemulihan Negara, abgekürzt NRP/PPN) aufgenommen.

## Nomenklatur
Das Gesundheitsministerium von Malaysia hatte die Krankheit ursprünglich als „neuartiges Coronavirus 2019“ bezeichnet. Einige Medien bezeichneten dies als „Wuhan-Virus“ oder „Wuhan-Coronavirus“. Während des Ausbruchs nannte der Malaysier „radang paru-paru Wuhan“ es auf Malaiisch, was „Wuhan-Lungenentzündung“ bedeutet. Dann änderten einige Medien den Namen auf Malaiisch in „radang paru-paru koronavirus baru“ (neue Coronavirus-Pneumonie). Das Gesundheitsministerium nennt dies „COVID-19“, wie von der Weltgesundheitsorganisation am 11. Februar 2020 vorgeschlagen.

## Phasenplan
| Phase                                                         | Datum                                                                          |
| Movement Control Order (MCO/PKP, 18. März 2020 – 3. Mai 2020) | Movement Control Order (MCO/PKP, 18. März 2020 – 3. Mai 2020)                  |
| ------------------------------------------------------------- | ------------------------------------------------------------------------------ |
| Phase 1                                                       | 18. März 2020 – 31. März 2020                                                  |
| Phase 2                                                       | 1. April 2020 – 14. April 2020                                                 |
| Phase 3                                                       | 15. April 2020 – 28. April 2020                                                |
| Phase 4                                                       | 29. April 2020 – 12. Mai 2020                                                  |
| 1st Exit Plan (4. Mai 2020 – 31. März 2021)                   |                                                                                |
| Phase 1                                                       | 13. Mai 2020 – 9. Juni 2020                                                    |
| Phase 2                                                       | 10. Juni 2020 – 31. August 2020                                                |
| Phase 3                                                       | 1. September 2020 – 31. Dezember 2020                                          |
| Phase 4                                                       | 1. Januar 2021 – 31. March 2021                                                |
| Phase 5                                                       | 1. April 2021 – 31. Mai 2021                                                   |
| 2nd Exit Plan (PPN, 15. Juni 2021 – )                         |                                                                                |
| Phase 1 (Total lockdown)                                      | 1. Juni 2021 – 1. Oktober 2021                                                 |
| Phase 2 (5. Juli 2021 – 18. Oktober 2021)                     | 5. Juli 2021 – 3. August 2021 (Perlis)                                         |
| Phase 2 (5. Juli 2021 – 18. Oktober 2021)                     | 5. Juli 2021 – 17. Oktober 2021 (Kelantan, Pahang und Perak)                   |
| Phase 2 (5. Juli 2021 – 18. Oktober 2021)                     | 5. Juli 2021 – 16. September 2021 (Terengganu)                                 |
| Phase 2 (5. Juli 2021 – 18. Oktober 2021)                     | 7. Juli 2021 – 17. Oktober 2021 (Penang)                                       |
| Phase 2 (5. Juli 2021 – 18. Oktober 2021)                     | 10. Juli 2021 – 17. Oktober 2021 (Sabah)                                       |
| Phase 2 (5. Juli 2021 – 18. Oktober 2021)                     | 14. Juli 2021 – 3. August 2021 (Sarawak)                                       |
| Phase 2 (5. Juli 2021 – 18. Oktober 2021)                     | 26. August 2021 – 3. September 2021 (Negeri Sembilan)                          |
| Phase 2 (5. Juli 2021 – 18. Oktober 2021)                     | 4. September 2021 – 1. Oktober 2021 (Melaka)                                   |
| Phase 2 (5. Juli 2021 – 18. Oktober 2021)                     | 10. September 2021 – 1. Oktober 2021 (Selangor, Kuala Lumpur, Putrajaya)       |
| Phase 2 (5. Juli 2021 – 18. Oktober 2021)                     | 24. September 2021 – 7. Oktober 2021 (Johor)                                   |
| Phase 2 (5. Juli 2021 – 18. Oktober 2021)                     | 1. Oktober 2021 – 17. Oktober 2021 (Kedah)                                     |
| Phase 3 (4. August 2021 – 2. Januar 2022)                     | 4. August 2021 – 25. August 2021 (Labuan)                                      |
| Phase 3 (4. August 2021 – 2. Januar 2022)                     | 4. August 2021 – 8. November 2021 (Perlis)                                     |
| Phase 3 (4. August 2021 – 2. Januar 2022)                     | 4. August 2021 – 2. Januar 2022 (Sarawak)                                      |
| Phase 3 (4. August 2021 – 2. Januar 2022)                     | 4. September 2021 – 23. September 2021 (Negeri Sembilan)                       |
| Phase 3 (4. August 2021 – 2. Januar 2022)                     | 17. September 2021 – 24. Oktober 2021 (Terengganu)                             |
| Phase 3 (4. August 2021 – 2. Januar 2022)                     | 24. September 2021 – 8. Oktober 2021 (Pahang)                                  |
| Phase 3 (4. August 2021 – 2. Januar 2022)                     | 1. Oktober 2021 – 17. Oktober 2021 (Selangor, Kuala Lumpur, Putrajaya, Melaka) |
| Phase 3 (4. August 2021 – 2. Januar 2022)                     | 8. Oktober 2021 – 24. Oktober 2021 (Johor)                                     |
| Phase 3 (4. August 2021 – 2. Januar 2022)                     | 18. Oktober 2021 – 8. November 2021 (Kedah, Perak, Penang, Sabah)              |
| Phase 3 (4. August 2021 – 2. Januar 2022)                     | 18. Oktober 2021 – 2. Januar 2022 (Kelantan)                                   |
| Phase 4                                                       | 26. August 2021 (Labuan)                                                       |
| Phase 4                                                       | 24. September 2021 (Negeri Sembilan)                                           |
| Phase 4                                                       | 8. Oktober 2021 (Pahang)                                                       |
| Phase 4                                                       | 18. Oktober 2021 (Selangor, Kuala Lumpur, Putrajaya, Melaka)                   |
| Phase 4                                                       | 25. Oktober 2021 (Johor, Terengganu)                                           |
| Phase 4                                                       | 9. November 2021 (Kedah, Perak, Penang, Perlis, Sabah)                         |
| Phase 4                                                       | 3. Januar 2022 (Sarawak, Kelantan)                                             |

## Verlauf und Reaktionen in Malaysia

### Erste Infektions- und Todesfälle
Der erste Infektionsfall wurde am 25. Januar 2020 bestätigt und acht chinesische Staatsangehörige im Hotel in Johor Bahru unter Quarantäne gestellt, nachdem sie mit einer infizierten Person im benachbarten Singapur in Kontakt gekommen waren. Drei von ihnen wurden als infiziert bestätigt und anschließend im Sungei Buloh Hospital in Selangor unter Quarantäne gestellt. Die malaysischen Gesundheitsbehörden veröffentlichten Richtlinien zum Virus, bekannt als „2019-nCoV“, und richteten in jedem der malaysischen Bundesstaaten ausgewiesene Krankenhäuser ein, um alle positiven Fälle zu behandeln. Die malaysische Öffentlichkeit wurde von den örtlichen Behörden daran erinnert, Vorsichtsmaßnahmen für diejenigen zu treffen, die nach China reisen, um sich von Tierfarmen fernzuhalten und kein rohes oder halbgekochtes Fleisch zu essen.
Am 17. März 2020 meldete Malaysia die ersten beiden Todesfälle durch das Coronavirus, bei dem der 60-jährige Priester der Emmanuel Baptist Church in Kuching, Sarawak, und ein 34-jähriger Teilnehmer der muslimischen religiösen Versammlung in Sri Petaling aus Johor Bahru vor dem Beginn der Sperrung am 18. März 2020, bekannt als „Movement Control Order“.

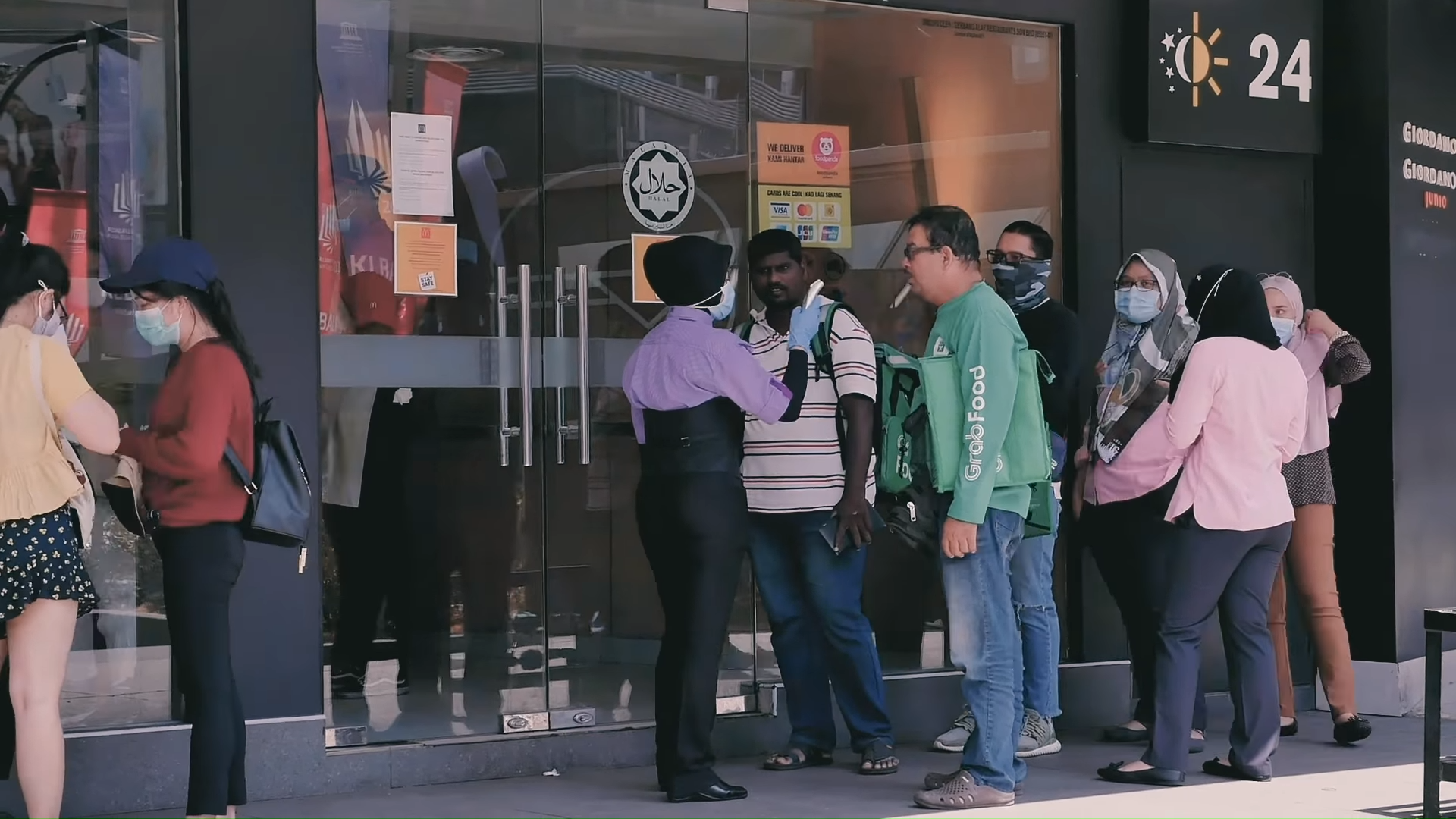
Temperaturprüfung in Kuala Lumpur während der Bewegungssteuerung

### Movement Control Order
Die Movement Control Order wurde am 18. März 2020 erlassen und ordnete die Schließung aller Schulen und nicht wesentlichen Arbeitsplätze an, wo es von Muhyiddin Yassin ausgeführt wurde. Die Bewegungskontrollverordnung soll am 31. März enden, wurde aber sogar bis zum 14. April verlängert. Es gibt Überlegungen, die Sperrung bis Ende April zu verlängern, da die Weltgesundheitsorganisation (WHO) davon ausgeht, dass die Zahl der Fälle in Malaysia voraussichtlich auch im April ihren Höhepunkt erreichen wird. Die Sperrung wird bis zum 28. April verlängert. Es wurde erneut bis zum 12. Mai verlängert. Am 1. Mai wurde ein Plan angekündigt, die Sperrung zu erleichtern, indem Unternehmen am 4. Mai eröffnet werden können.
Einige Aktivitäten sind noch eingeschränkt, darunter große Versammlungen, Körperkontakt und andere Infektionsrisiken sind zulässig. Outdoor-Sportaktivitäten ohne Körperkontakt, in kleinen Gruppen ohne Publikum und mit nicht mehr als 10 Personen sind unter der Bedingung erlaubt, dass soziale Distanzierung praktiziert wird. Soziale, gemeinschaftliche und kulturelle Veranstaltungen mit großen Versammlungen sowie alle Arten von offiziellen Veranstaltungen und Versammlungen sind nicht gestattet. Religiöse Aktivitäten und alle Versammlungs- oder Versammlungsaktivitäten in Gotteshäusern sowie in Kinos und Theatern sind nicht gestattet. In Ergänzung; zwischenstaatliche Reisen sind nicht erlaubt wie in Balik Kampong, können nur zur Arbeit zurückkehren und nach Hause zurückkehren.
Dieses CMCO erhielt jedoch gemischte Reaktionen unter den Regierungen der Bundesstaaten Malaysias. Kedah, Kelantan, Pahang, Sabah und Sarawak beschlossen, das CMCO am 4. Mai nicht umzusetzen, um entweder Diskussionen über die Auswirkungen der Wiedereröffnung von Wirtschaftsabschnitten auf den künftigen Trend der Pandemie in Malaysia zu führen oder um die positive Entwicklung der Pandemie sicherzustellen. Selangor und Pahang haben einige Unternehmen daran gehindert, während des CMCO zu operieren, während Negeri Sembilan nur die Wiedereröffnung grundlegender Wirtschaftssektoren erlaubte. Die Regierung von Penang hatte bis zum 13. Mai eine langsamere dreiphasige schrittweise Wiedereröffnungsstrategie gefordert.
Das CMCO erhielt eine Gegenreaktion von Politikern, Gesundheitsexperten und der Öffentlichkeit wegen Bedenken hinsichtlich eines möglichen Wiederauftretens von COVID-19-Fällen in Malaysia aufgrund der scheinbar rücksichtslosen und unnötigen Lockerung des MCO. Die Bundesregierung antwortete mit der Feststellung, dass das CMCO strenger sei als die in anderen Ländern ergriffenen Entspannungsmaßnahmen. Außerdem wollten viele Leute MCO und nicht das CMCO bis zum 12. Mai.
Am 7. Juni kündigte Premierminister Muhyiddin Yassin an, dass die Verordnung über die Kontrolle der bedingten Bewegung am 9. Juni enden werde. Das Land tritt zwischen dem 10. Juni und dem 31. August in die Phase der Kontrolle der Recovery Movement Control Order (RMCO) ein und ersetzt CMCO. Der Premierminister kündigte außerdem an, dass zwischenstaatliche Reisen ab dem 10. Juni im Rahmen des RMCO zulässig sein werden, außer in Gebieten, die im Rahmen der Enhanced Movement Control Order (EMCO) verbleiben.
Am 7. Juni kündigte der Bürgermeister von Kuala Lumpur, Nor Hisham Ahmad Dahlan, an, dass das City Hall von Kuala Lumpur die Wiedereröffnung offener Märkte, Morgenmärkte, Nachtmärkte und Basare nach der Umsetzung der Verordnung zur Kontrolle der Wiederherstellungsbewegung am 15. Juni ermöglichen wird. In Ergänzung; Einige Geschäfte im Genting Highlands bleiben bis auf weiteres geschlossen. Größere Versammlungen und Touristenreisen sind weiterhin verboten.
Mit dem Wiederaufleben von COVID-19 in Malaysia, der zweiten Welle, wird der RMCO gemäß Phase 2 bis Februar 2021 weiter verlängert, wobei sich der Übergang zu Phase 3 der Beschränkungen nach der Sperrung etwas verzögert. Am 23. Juli kündigte der hochrangige Minister Ismail Sabri Yaacob an, dass alle Malaysier an öffentlichen Orten eine Maske tragen müssen oder eine Geldstrafe von 1.000 RM riskieren müssen.
Eine zweite Welle (oder eine dritte Welle nach Angaben des Gesundheitsministeriums) ist seit dem Wiederauftreten der COVID-19-Fälle nach den Sabah-Landtagswahlen im September 2020 aufgetreten, und CMCO wurde vom 9. bis zum 9. November für fast alle Staaten wieder eingesetzt 6. Dezember; Sabah sollte in ein striktes MCO eintreten, aber der Plan wurde auf ein CMCO herabgestuft. Am 21. November, 6. Dezember und 28. Dezember 2020 wurden lockere RMCO-Beschränkungen für Staaten außerhalb von Sabah, Kuala Lumpur, Selangor und Teilen von Johor, Negeri Sembilan und Penang verhängt, die ihre CMCO bis zum 14. Januar 2021 verlängerten. Am Neujahrstag 2021 gab Seniorminister Ismail Sabri Yaakob bekannt, dass RMCO bis zum 31. März 2021 verlängert wurde, da die täglichen Neuerkrankungen weiterhin hoch sind. Aufgrund der Besorgnis über die Verschlechterung des COVID-19-Ausbruchs im Land und der Tatsache, dass das Gesundheitswesen am 11. Januar 2021 seinen Bruchpunkt erreicht hat, kündigte die Regierung an, dass die Beschränkungen der Bewegungskontrollverordnung in den Bundesstaaten wieder eingeführt werden Malakka, Johor, Penang, Selangor, Sabah und die Bundesgebiete Kuala Lumpur, Putrajaya und Labuan zwischen dem 13. und 26. Januar 2021, gefolgt von Kelantan und Teilen von Sarawak ab dem 16. Januar. Der Ausnahmezustand wurde auch am 12. Januar 2021 von Yang di-Pertuan Agong ausgerufen, wodurch die Versammlungen des Parlaments und des Staates suspendiert und der Regierung Muhyiddin bis zum 1. August 2021 Notstandsbefugnisse erteilt wurden.
Am 16. Februar 2021 verlängerte die Regierung das MCO für Selangor, Johor, Penang und Kuala Lumpur bis zum 4. März 2021. In der Zwischenzeit gingen die verbleibenden Bundesstaaten und Bundesgebiete ab dem 19. Februar 2021 wieder in die CMCO über. nur Perlis wechselte zurück in die RMCO. Am 5. März 2021 wurde MCO für die verbleibenden Staaten, die unter das MCO gestellt wurden, beendet, und alle Staaten des Landes werden dann entweder der Durchsetzungs-CMCO (Phase 2, Versammlungen von bis zu 5) oder der RMCO (Phase 3, Versammlungen von bis zu 8) bis auf weiteres.
Am 11. Mai kündigte Premierminister Muhyiddin Yassin an, dass vom 12. Mai bis 7. Juni eine landesweite Sperrung der Bewegungskontrollverordnung wieder eingeführt wird. Das Essen in, soziale Aktivitäten und Einkaufsviertel werden verboten, obwohl die Arbeiter zur Arbeit gehen und nach Hause zurückkehren dürfen. Reisen zwischen Distrikten und Staaten sind verboten.

#### Kedah
Am 10. September erließ der hochrangige Minister Ismail Sabri Yaakob vom 11. bis 23. September um Mitternacht eine Anordnung zur erweiterten Bewegungskontrolle (MCO) im Distrikt Kota Setar, nachdem die COVID-19-Fälle zugenommen hatten. Die Bewohner dürfen das Gebiet nicht verlassen und Außenstehende dürfen das Gebiet nicht betreten.

#### Labuan
Am 15. Oktober unterstellte der hochrangige Sicherheitsminister Ismail Sabri Yaakob das Bundesgebiet von Labuan einer bedingten Bewegungskontrollverordnung, die vom 17. bis 30. Oktober laufen sollte. Im Rahmen dieser Sperrung dürfen alle wirtschaftlichen Aktivitäten betrieben werden, aber der religiöse, kulturelle und soziale Sektor, einschließlich Schulen und Kindergärten, bleibt in der Nähe und wird anschließend bis zum 13. November verlängert (Deepavali).

#### Negeri Sembilan
Am 30. September gab der Vorsitzende des Ausschusses für Humanressourcen, Plantagen und nicht-islamische Angelegenheiten von Negri Sembilan, J. Arul Kumar, bekannt, dass der jährliche zehntägige Deepavali-Karneval, der zwischen dem 4. und 13. November stattfinden sollte, aufgrund des COVID-19-Pandemie auf Empfehlung des Nationalen Sicherheitsrates.

#### Sabah
Am 10. September kündigte der hochrangige Minister Ismail Sabri Yaakob an, dass vom 11. bis 23. September ein verstärktes MCO um das Tawau-Gefängnis platziert werden soll, von dem Gefangene, Insassen und ihre Familien betroffen sind. Während dieser Zeit sind Besuche nicht erlaubt. Am 28. September kündigte der hochrangige Minister Ismail Sabri Yaakob an, dass zwischen dem 29. September und dem 12. Oktober in Lahad Datu, Tawau, Kunak und Semporna ein verstärktes MCO durchgesetzt werden soll. Während dieser Zeit dürfen die Bewohner die vier Distrikte nicht verlassen Anwohner und Besucher würden vom Betreten ausgeschlossen, und alle geschäftlichen Aktivitäten mit Ausnahme derjenigen, die wesentliche Güter und Dienstleistungen bereitstellen, müssten eingestellt werden.
Am 5. Oktober kündigte der hochrangige Minister Ismail Sabri Yaakob an, dass die Landeshauptstädte Kota Kinabalu, Penampang und Putatan ab dem 7. Oktober einer Verordnung über die Conditional Movement Control Order (CMCO) unterstellt werden. Unter dem bedingten MCO werden die Reisen in diese Bezirke begrenzt sein, Express- und Transitbusse dürfen nicht verkehren, und nur wesentliche Dienste wie Lebensmittel- und Gesundheitsdienste dürfen betrieben werden. Am folgenden Tag kündigte Seniorminister Ismail an, dass die Bundesregierung die meisten zwischenstaatlichen Reisen von und nach Sabah verbieten werde, mit Ausnahme von Notfällen, Todesfällen und wesentlichen Dienstleistungen, die vom Gesundheitsministerium genehmigt werden müssen. Die Reise wäre auf Eingeborene aus Sabah, wichtige Arbeiter, in Sabah arbeitende Beamte und ständige Einwohner in Sabah beschränkt. Gleichzeitig wurde die Stay-Home Notice (SHN) für Einwohner von Singapur, die nach Sabah reisen, in den dafür vorgesehenen Einrichtungen auf 14 Tage weiter verschärft.

#### Selangor
Am 10. Oktober kündigte der hochrangige Minister Ismail Sabri Yaakob an, dass Hochzeiten im Klang-Distrikt auf 250 Personen begrenzt sein würden, verglichen mit der früheren Grenze von 500 Personen. Am 14. Oktober wurde das Klangtal unter eine CMCO (Conditional Movement Control Order) gestellt, deren Bewegung zwischen Distrikten bis zum 27. Oktober verboten war. 96 Straßensperren wurden eingerichtet, um diese Bewegungsbeschränkung durchzusetzen, wobei nur Arbeitnehmer mit gültigen Ausweisen und Genehmigungsschreiben zwischen Distrikten reisen können. Während Büros, Restaurants und Einkaufszentren geöffnet bleiben, unterliegen sie strengeren Regeln für Gesundheit und soziale Distanzierung. Das CMCO betrifft auch die Bundesgebiete Kuala Lumpur und Putrajaya, die innerhalb der Grenzen von Selangor liegen. Die Mitarbeiter sollten ab dem 22. Oktober 2020 von zu Hause aus arbeiten.

### Reiseeinschränkungen
Seit dem 9. Februar 2020 dürfen Reisende nicht mehr aus China nach Malaysia einreisen. gefolgt vom 13. März 2020 (Phase 2) aus dem Iran, Italien und Südkorea, am 14. März 2020 (Phase 3) aus Dänemark, bevor die Sperrung weltweit verlängert wird.

### Ereignisse in der Moschee Sri Petaling und folgende Auswirkungen
Unmittelbar nach den Ereignissen in der Moschee in Sri Petaling kündigt Premierminister Muhyiddin an, dass alle Veranstaltungen, die Massenversammlungen umfassen, einschließlich internationaler, religiöser, sportlicher, treffender und sozialer Veranstaltungen, bis zum 30. April 2020 ausgesetzt werden müssen. Die Veranstaltung führte zu der größten Zunahme von Fälle mit fast zwei Dritteln der 673 bestätigten Fälle stehen im Zusammenhang mit dem Ereignis am 17. März 2020. Die meisten Covid-19-Fälle in Brunei treten hier auf, und andere Länder, darunter Singapur, Thailand, Kambodscha, Vietnam und die Philippinen, haben ihre Fälle auf das Ereignis zurückgeführt.

### National Recovery Plan
Am 28. Mai 2021 kündigte Premierminister Muhyiddin an, dass vom 1. Juni bis 14. Juni 2021 ein landesweiter „totaler Lockdown“ für alle sozialen und wirtschaftlichen Sektoren in Malaysia verhängt wird. Der Rat darf den Betrieb aufnehmen. Darauf folgt ab Juli eine zweite Phase von vier Wochen, in der weitere Sektoren wiedereröffnet werden dürfen, sofern diese Aktivitäten keine großen Versammlungen beinhalten. Der neue Masterplan für den Ausstieg aus der Sperrung wird im Juli 2021 bekannt gegeben, der sogenannte National Recovery Plan. Am 27. Juni 2021 wurde es später auf unbestimmte Zeit verlängert, da die Fälle noch hoch sind. Da Perlis, Perak, Kelantan, Terengganu und Pahang die erforderlichen Bedingungen erfüllt haben, hat die Regierung diesen Bundesstaaten erlaubt, am 5. Juli in Phase 2 der Sperrung überzugehen. Dies ermöglicht die Erschließung weiterer Geschäfte wie Schreibwaren- und Buchhandlungen, Computer- und Telekommunikationsgeschäfte, Barberstores (nur für Haarschnitte), Bauernmärkte und Morgenmärkte. Am 7. Juli trat Penang in Phase 2 der Sperrung ein.
Juni 2021 stellte Premierminister Tan Sri Muhyiddin Yassin einen vierstufigen nationalen Wiederaufbauplan vor, um dem Land zu helfen, aus der Covid-19-Pandemie und ihren wirtschaftlichen Folgen herauszukommen. Da jede Phase auf der Anzahl neuer Fälle, Patienten, die eine Behandlung auf der Intensivstation benötigen, und Impfquoten (durch zwei Impfungen) basiert, kann sie nach Möglichkeit verlängert oder in die nächste Phase überführt werden.
- Phase 1: Die Bedingungen sind die gleichen wie bei der „totalen Sperrung“, die ab dem 1. Juni 2021 eingeführt wurde. Es sind keine gesellschaftlichen Zusammenkünfte, Abendessen in Restaurants, Überlandreisen (außer mit Genehmigung der Polizei) und nicht wesentliche Dienstleistungen erlaubt. Alle verbleibenden Arbeitsplätze müssen ihre Mitarbeiter von zu Hause aus arbeiten lassen. Diese Phase kann aufgrund des kritischen Zustands der Gesundheitsdienste bis Juli dauern.
- Phase 2: Wenn mehr Menschen geimpft werden, ist die Bettennutzung auf der Intensivstation auf ein moderates Niveau gesunken; und neue Fälle sinken immer wieder unter 4.000; das Land geht in die nächste Phase über. Branchen wie Fertigung, Elektrotechnik, Informationstechnologie, Buchhandlungen und Friseurläden werden eröffnet.
- Phase 3: Das Land wird auf Stufe 3 übergehen, sobald die täglichen Fälle auf 2.000 gesunken sind. das Gesundheitssystem ist auf ein überschaubares Niveau zurückgekehrt; Die Fälle auf der Intensivstation wurden auf ein angemessenes Maß reduziert; und 40 % der Menschen wurden zweimal geimpft. Das Parlament wird wieder zusammentreten, alle Wirtschaftssektoren werden wiedereröffnet, mit Ausnahme derjenigen mit großen Menschenmengen (Konventionen, Bars, Spas), das Essen wird erlaubt und die Bildungssektoren werden wiedereröffnet. Alle Produktionsaktivitäten werden erlaubt und die Kapazitätsgrenzen werden gelockert, wenn alle Arbeiter an einem Ort geimpft sind. Es beginnt im September 2021.
- Phase 4: Das Land wird auf Stufe 4 übergehen, sobald die Zahl der täglichen Fälle auf 500 gesunken ist. das Gesundheitssystem wird sicher, wenn die Fälle auf der Intensivstation niedrig genug werden; und 60 % der Menschen wurden zweimal geimpft. Die Normen vor der Pandemie werden fortbestehen, alle Wirtschaftssektoren werden wieder geöffnet und die sozialen Aktivitäten werden wieder aufgenommen. Es beginnt im Januar 2022.

Aufgrund steigender Impfquoten kündigte der stellvertretende Premierminister Ismail Sabri Yaakob am 20. Juli mehrere Änderungen für die Phasen 1 und 2 an:
- Der Bürobesuch im öffentlichen Dienst wurde um 40 % gesteigert
- Buchhaltungsdienste können mit einer Kapazität von 60 % betrieben werden
- Die Öffnungszeiten für tägliche und öffentliche Märkte wurden von 6 bis 16 Uhr verlängert
- Radfahren und individuelle körperliche Aktivitäten sind im Umkreis von 2-3 Metern in der eigenen Nachbarschaft möglich
- Häfen, Flughäfen und der Logistiksektor können 24 Stunden am Tag betrieben werden
- Minen und Steinbrüche können mit bis zu 60 % Kapazität betrieben werden

Da viele Staaten wie Perlis, Kelantan, Terengganu, Pahang, Perak, Penang, Sabah und Sarawak in diese Phase übergegangen sind, ist das Essen im Restaurant erlaubt, obwohl Geschäfte, die Bücher, Schreibwaren und Computer verkaufen, und Telekommunikationsunternehmen wiedereröffnet werden durften. Am 20. Juli wurden aufgrund der steigenden Impfquote zwei weitere Änderungen der SOPs der Phase 2 angekündigt. Geschäftsräume und Tankstellen durften von 6 bis 22 Uhr betrieben werden. Nur frühere Filmprojekte über Drama, Werbung und Dokumentarfilme, die aufgrund von MCO verschoben wurden, durften wieder aufgenommen werden, und sie würden nur außerhalb des Studios und außerhalb von Wohngebieten mit Gesundheitsscreenings vor, während und nach den Dreharbeiten drehen.
Am 10. August durften vollständig geimpfte Personen (die 14 Tage nach ihrer zweiten Dosis oder 28 Tage nach der Einzelgabe hatten):
- in Restaurants speisen (das sind alles maskierte Aktivitäten)
- Gastfamilien und Hotels besuchen
- von 6 bis 22 Uhr Outdoor-Sportarten besuchen, die nicht in Gruppen stattfinden (Joggen, Gymnastik, Taichi, Radfahren, Skateboarden, Angeln, Reiten, Bogenschießen, Wandern, Tennis und Badminton als Einzelspieler, Golf, Motorsport im Freien oder halb im Freien)
- Reisen zwischen Bezirken innerhalb desselben Bundesstaates (durch Vorzeigen ihrer Impfbescheinigungen bei Straßensperren der Polizei)
- ihre Ehepartner in anderen Staaten oder ihre Kinder in anderen Staaten unter 18 Jahren besuchen

Ab 16. August werden auch viele Dienste in Betrieb genommen:
- Autowaschservice
- Verkauf von Elektro- und Elektronikartikeln
- Der Verkauf von Haushalts- und Küchengeräten
- Möbelverkauf
- Der Verkauf von Sportgeräten
- Verkauf von Autozubehör
- Autohäuser
- Verkaufszentren
- Morgenmärkte und Bauernmärkte
- Juweliergeschäfte
- Friseursalons und Schönheitszentren, beschränkt auf grundlegende Haarschneidedienste.

Alle Parks in Phase-One-Gebieten dürfen auch zum Joggen, Radfahren und Trainieren mit SOPs geöffnet werden, aber kein Grenzübertritt. Alle nicht lebensnotwendigen Industrien wie Fertigung, Bau, Bergbau und Steinbrüche dürfen ab dem 16. August in allen Phasen entsprechend der Impfquote des Personals wieder arbeiten.
In Phase 2 werden weitere 11 Sektoren eröffnet:
- Foto- und Fotoservice-Shops
- Gebrauchtwarengeschäfte
- Floristen und Gärtnereien
- Kunsthandwerks- und Souvenirläden
- Antiquitätenläden
- Spielwarengeschäfte
- Teppichgeschäfte
- Shops für kreative Inhalte und Accessoires für die Kreativbranche
- Outdoor-Gadget-Shops
- Kosmetik-, Hautpflege- und Parfümerien
- Tabakläden, einschließlich derjenigen, die Vapes und E-Zigaretten verkaufen

## Statistik
Die Fallzahlen entwickelten sich während der COVID-19-Pandemie in Malaysia wie folgt:

### Infektionen

Bestätigte Infizierte in Malaysia nach Daten der WHO. Oben kumuliert, unten Tageswerte

### Todesfälle

Bestätigte Todesfälle in Malaysia nach Daten der WHO. Oben kumuliert, unten Tageswerte